# Brezici (Doboj)
Brezici (szerbül: Брезици), település Bosznia-Hercegovinában, a Szerb Köztársaság északi régiójában Doboj községben. Brezici falunak a Szerb Köztársaság területéhez került, nagyobbik része.

## Fekvése
A település Bosznia-Hercegovina északi részén, Dobojtól légvonalban 19, közúton 47 km-re délkeletre, a Boszna-folyótól keletre az Ozren-hegységben, 470-700 méteres magasságban található.

## Éghajlata
A település mérsékelt-kontinentális pannon övhöz tartozik, ami azt jelenti, hogy a nyarak forrók, a telek pedig zordak és hidegek, míg az éves átlaghőmérséklet 10 °C. A csapadék többnyire szórványos, de május-júniusban a legintenzívebb. Az átlagos csapadékmennyiség 1000 és 1100 mm/m² között van. A Brezicai-fennsík éghajlati jellemzői különösen a hörgőbetegségek, az asztma, a szív- és érrendszeri betegségek és a cukorbetegség kialakulásában mutatkoznak meg.

## Népessége
| Nemzetiségi csoport | Népesség 1991 | Népesség 2013 |
| ------------------- | ------------- | ------------- |
| Szerb               | 97            | 19            |
| Bosnyák             | 0             | 0             |
| Horvát              | 0             | 0             |
| Jugoszláv           | 6             | 0             |
| Egyéb               | 0             | 1             |
| Összesen            | 103           | 20            |

## Története
A település 1878-ig tartozott az Oszmán Birodalomhoz, ekkor a berlini kongresszus határozata alapján az Osztrák-Magyar Monarchia része lett. A monarchia szétesésével 1918-ban előbb a Szerb-Horvát-Szlovén Királyság, majd 1929-től a Jugoszláv Királyság része lett. Az 1929-es törvény értelmében, amikor Bosznia-Hercegovinát négy banovinára, Drinskára, Vrbaskára, Zetskára és Primorskára osztották, a település a Vrbaska banovina része lett, amelynek székhelye Banja Luka volt.
A második világháborúban Jugoszlávia megszállása után a Független Horvát Állam (NDH) része lett. A második világháború után 1992-ig a település a szocialista Jugoszlávia keretében a Bosznia-Hercegovinai Népköztársaság része volt. A boszniai háborút lezáró daytoni békeszerződés rendelkezése alapján az ország területét felosztották a Bosznia-hercegovinai Föderáció és a boszniai Szerb Köztársaság között.  A békeszerződés utáni területmegosztási megállapodás értelmében a település kisebb része a Boszniai Szerb Köztársasághoz és Doboj községhez került, míg a település területének nagyobbik része a Bosznia-hercegovinai Föderáció Zenica-Doboji kantonjában levő Maglaj község területénél maradt.

## Nevezetességei
Környéke kedvelt turisztikai célpont. A területen több vadászház áll, melyek a Doboji Erdészeti Vállalat hétvégi házai. A vízparti részek a helyi lakosság és a nyári hónapokban a környékre látogató turisták kedvelt célpontjai. A 640 méteres tengerszint feletti magasságban fekvő Breziciben a gyönyörű tisztások, számos hegyi forrás, gyógynövények és endemikus fák mellett a látogatók helyi konyhát is élvezhetnek, szálláslehetőségek is rendelkezésre állnak, így órákat, napokat is eltölthet a pihenés ezen a helyen.